# سیمون فارینا
سیمون فارینا (انگلیسی: Simone Farina؛ زادهٔ ۱۸ آوریل ۱۹۸۲) بازیکن فوتبال اهل ایتالیا است.
از باشگاه‌هایی که در آن بازی کرده‌است می‌توان به باشگاه فوتبال آ.اس. رم، باشگاه فوتبال چیتادلا، و باشگاه فوتبال کاتانیا اشاره کرد.
وی همچنین در تیم ملی فوتبال Italy U15 بازی کرده‌است.